# Alpi Bebie

Collocazione delle Alpi Bebie all'interno delle Alpi Dinariche (B5).

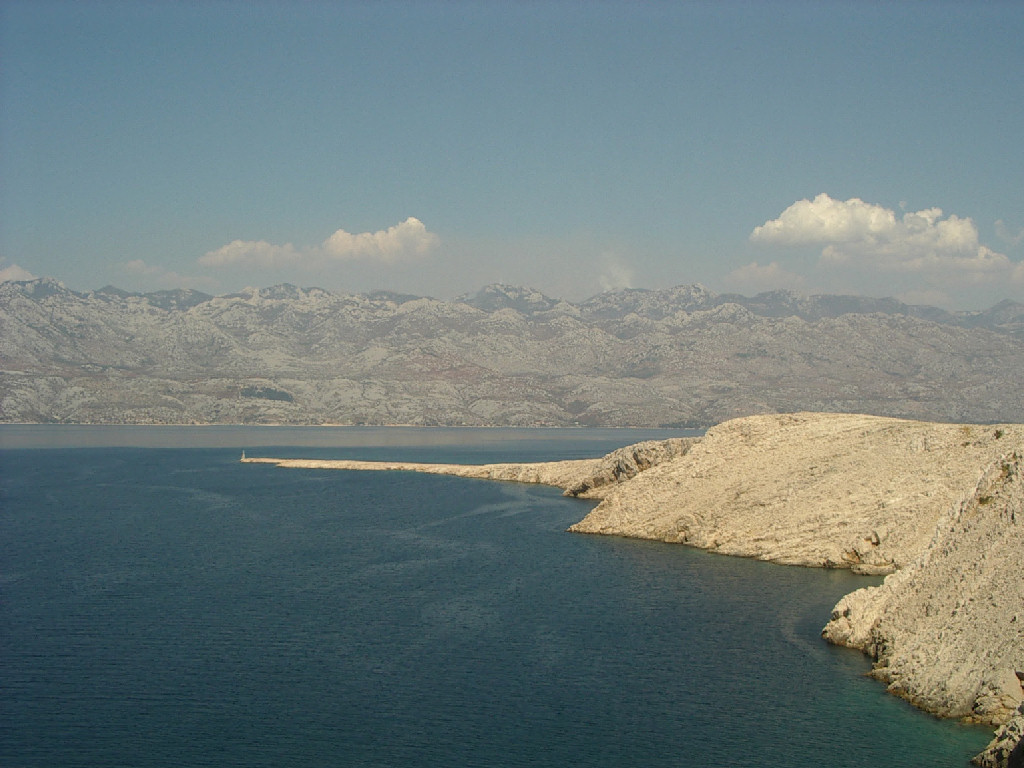
La parte centrale delle Bebie, vista dall'isola di Pago

Le Alpi Bebie (in italiano anche: Monti Velèbiti, in croato Velebit) sono la più estesa catena montuosa della Croazia. La cima più alta è il Vaganski Vrh (in italiano: Monte Drago) di 1757 m s.l.m.

## Caratteristiche
Fanno parte delle Alpi Dinariche e si sviluppano fra la costa adriatica del Canale della Morlacca e l'altopiano di Licca nell'entroterra. La catena montuosa inizia a nordovest presso Segna con il valico di Vratnik (la Porta Liburnica o Passo di Segna) e termina circa 145 km a sudest presso le sorgenti del fiume Zermagna, vicino a Tenin.
Le Alpi Bebie sono spesso divise in tre sezioni:
- una parte settentrionale fra i passi di Vratnik/Porta Liburnica e Veliki Alan (Grande Alan) con la cima più alta nel monte Mali Rajinac (Rainaz Minore) di 1699 m s.l.m.;
- la parte centrale fra Veliki Alan e Baške Oštarije, poco a monte di Carlopago, con la cima più alta nel Šatorina (Sattorina) (1624 m);
- la parte meridionale fra Oštarije e Mali Alan (Piccolo Alan), in cui si trova la più alta cima del Vaganski vrh.

La maggior parte del loro territorio è protetto da un parco nazionale. Degno di nota in zona anche il Parco nazionale di Paclenizza (Valli Inferno), composto da due vallate, la Piccola Paclenizza e la Grande Paclenizza, che dalla costa risalgono verso il massiccio del monte Vaganski.
In condizioni atmosferiche straordinarie, tipicamente tra fine maggio e inizio settembre, il tratto centrale delle Alpi Bebie è visibile da Ancona e dall'entroterra marchigiano poco prima dell'alba.